# لانجا فریتز
لانجا فریتز (انگلیسی: Lanja Fritz؛ زادهٔ ۱۹۹۵) ورزشکار دو و میدانی رشته دو سرعت اهل نائورو است که در بازی‌های میکرونزی موفق به کسب ۱ مدال طلا و ۱ مدال نقره شد.